# Národní muzeum ve Vratislavi
Národní muzeum ve Vratislavi (polsky Muzeum Narodowe we Wrocławiu) v polské Vratislavi je muzeum výtvarného umění s těžištěm v polském a zejména slezském umění. Muzeum má jednu z největších sbírek současného umění v Polsku, ale i velmi kvalitní exempláře gotického umění. Bylo založeno roku 1947 a základ sbírky pochází zčásti z předchozích německých kolekcí v době, kdy město bylo jako Breslau součástí Německa, a jednak z uměleckých předmětů dovezených z Lvova Poláky stěhovanými po druhé světové válce na západ.

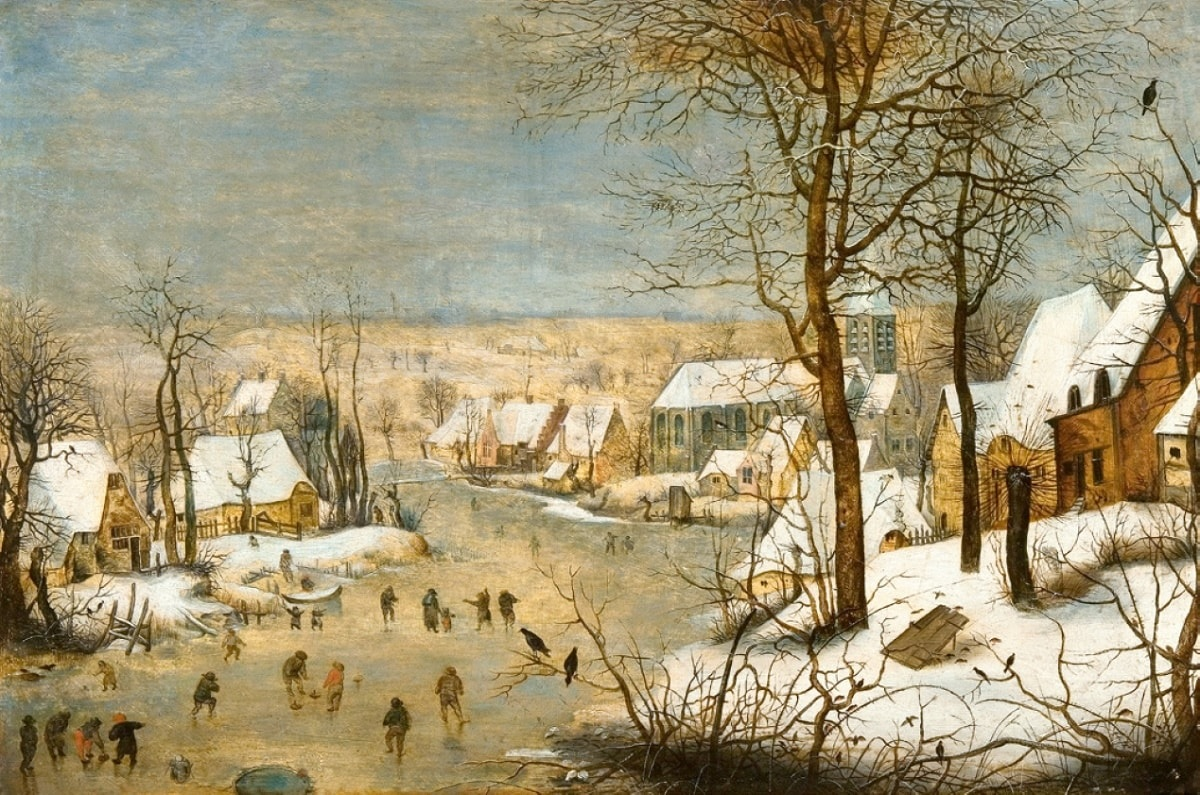
Pieter Brueghel mladší, Zimní krajina (asi 1586)
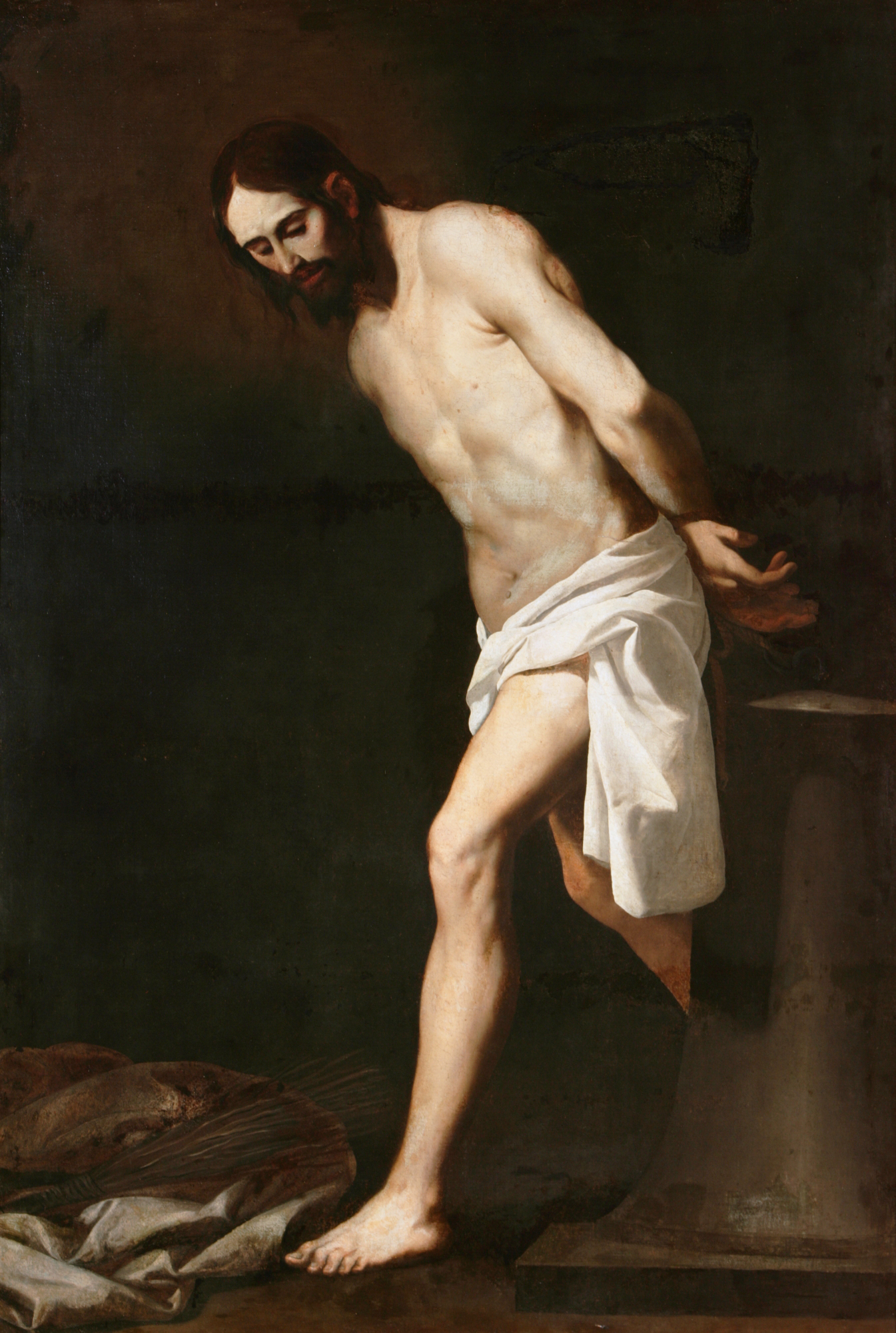
Francisco de Zurbarán, Kristus u sloupu (1661)
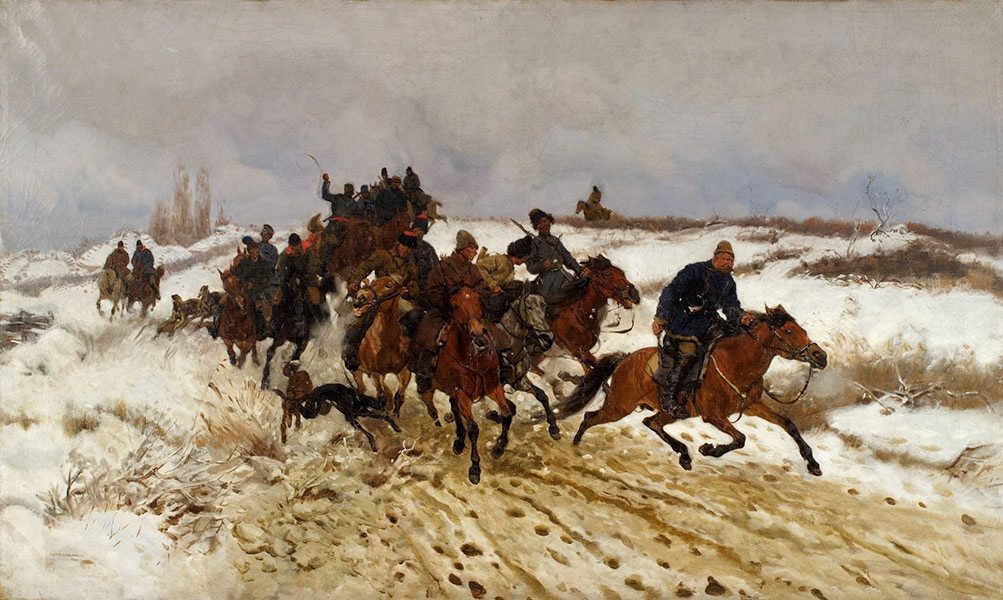
Józef Chełmoński: Lov (1882)
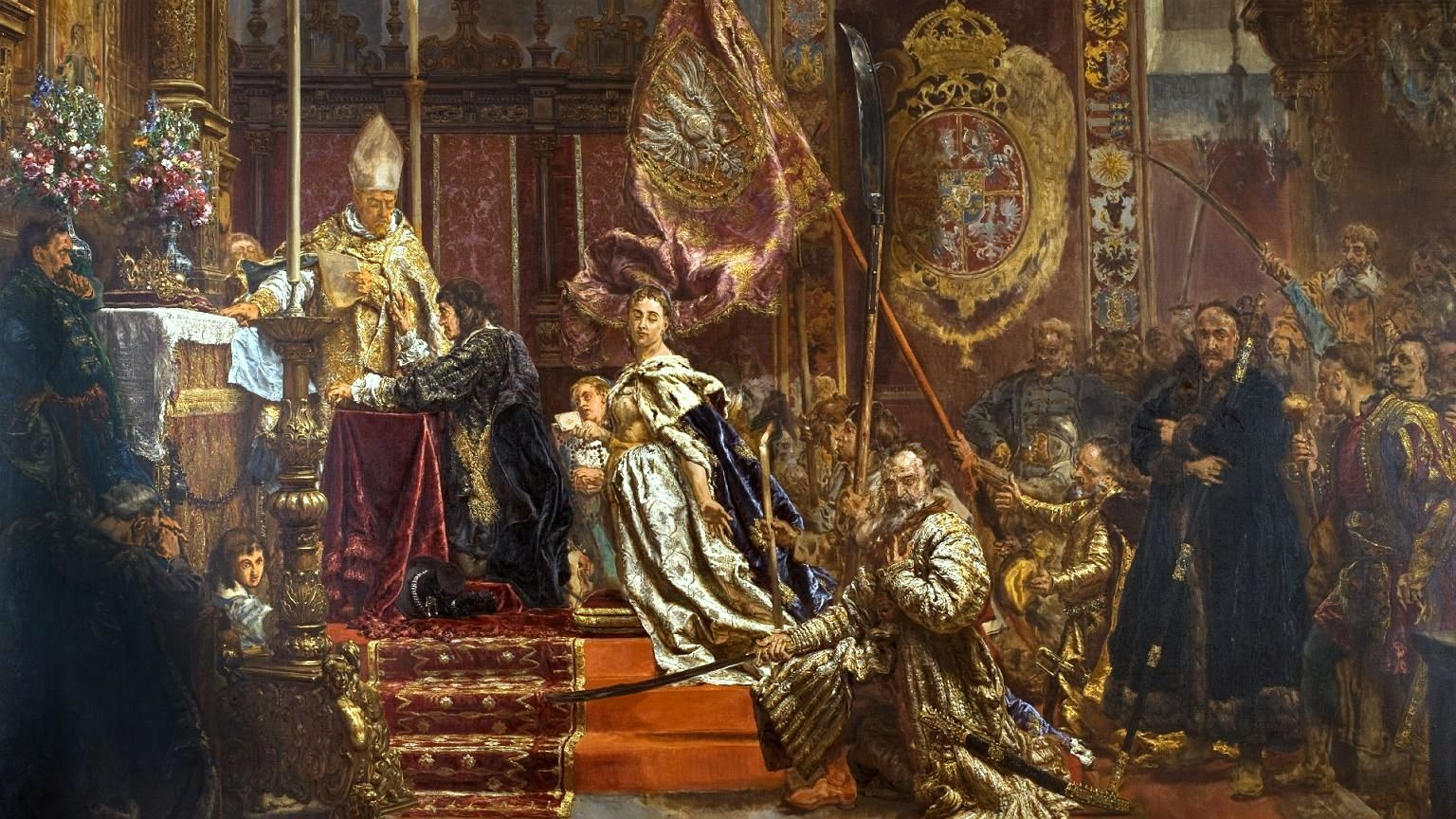
Jan Matejko, Slib Jana Kazimíra (1893)
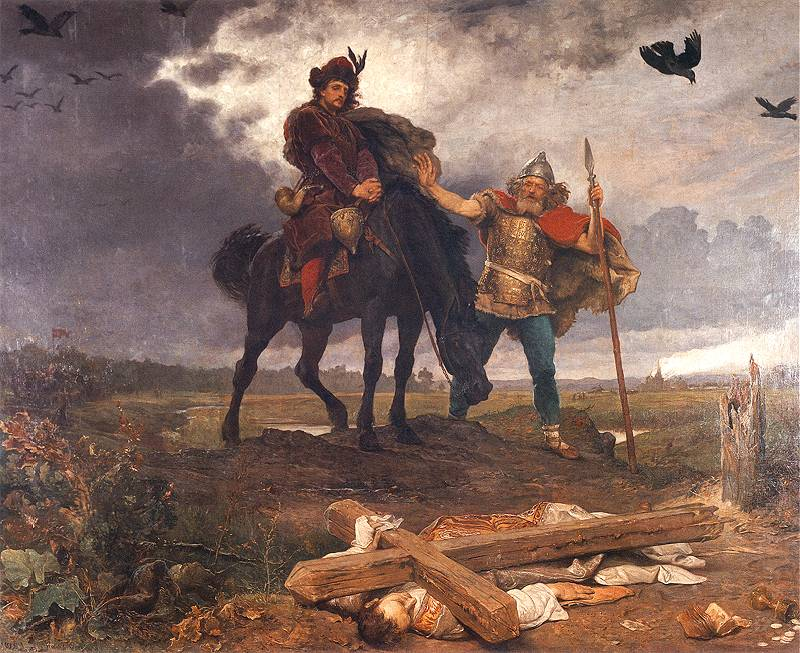
Wojciech Gerson: Kazimír Obnovitel se vrací do Polska (II) (c. 1893)
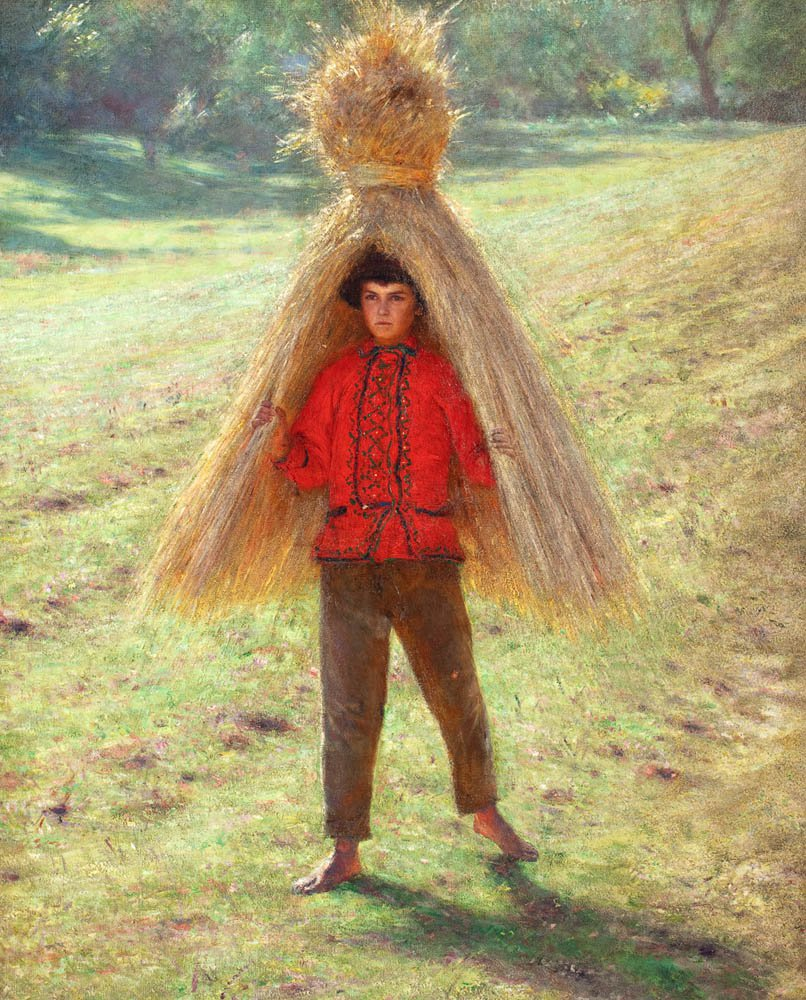
Aleksander Gierymski: Chlapec nesoucí seno (1893)
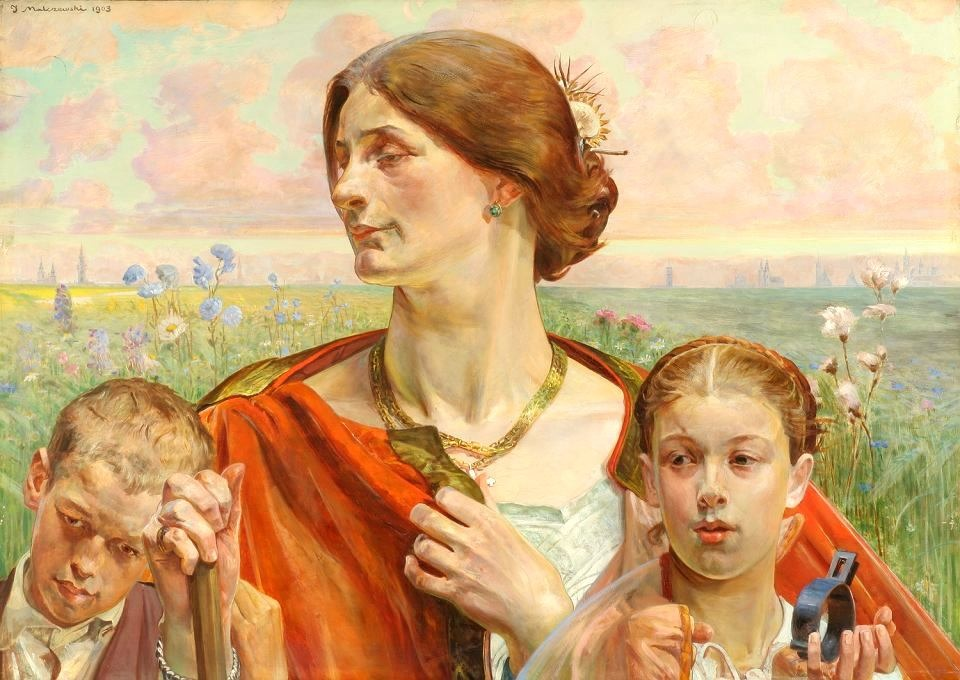
Jacek Malczewski: Vlast (1903)
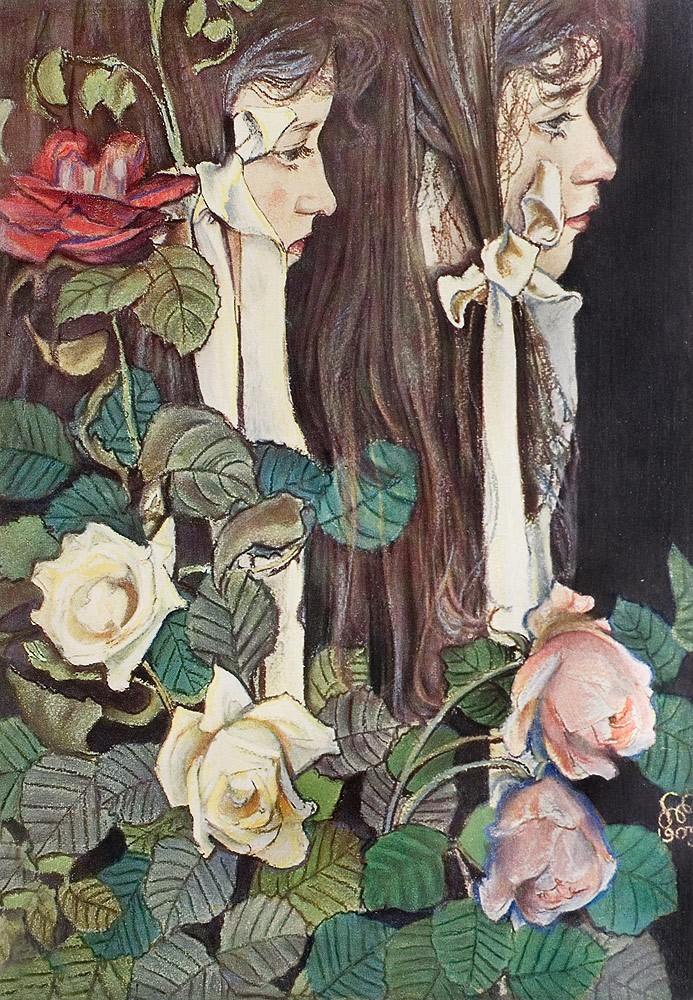
Stanisław Wyspiański, Dvojportrét Elizy Pareńské (1905)
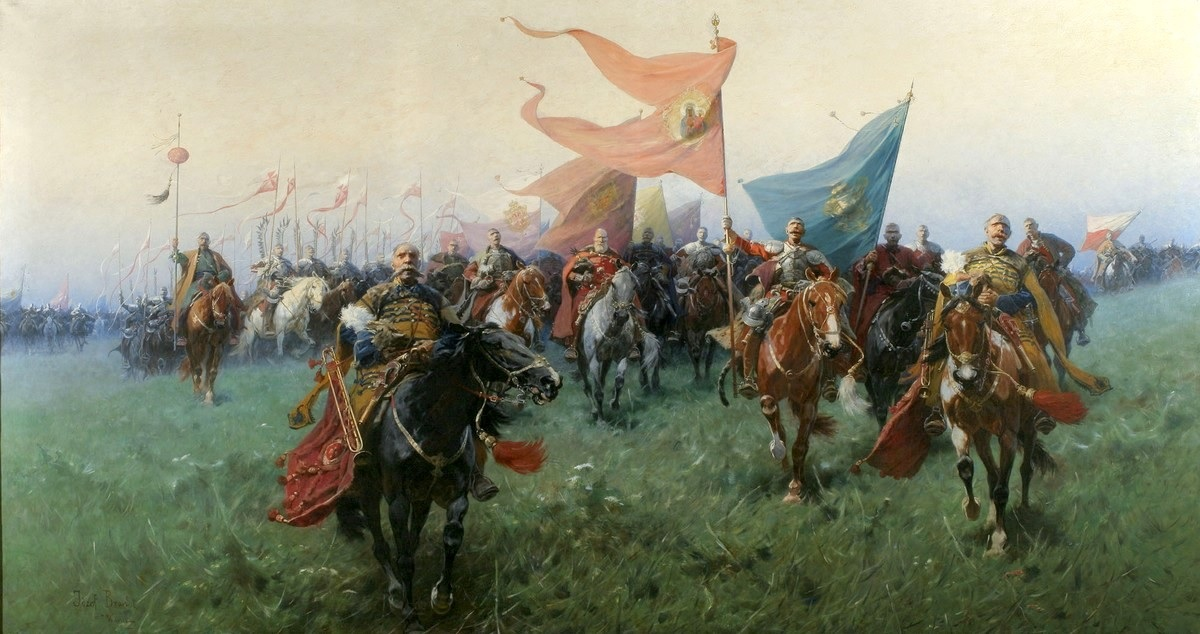
Józef Brandt: Bogurodzica (1909)
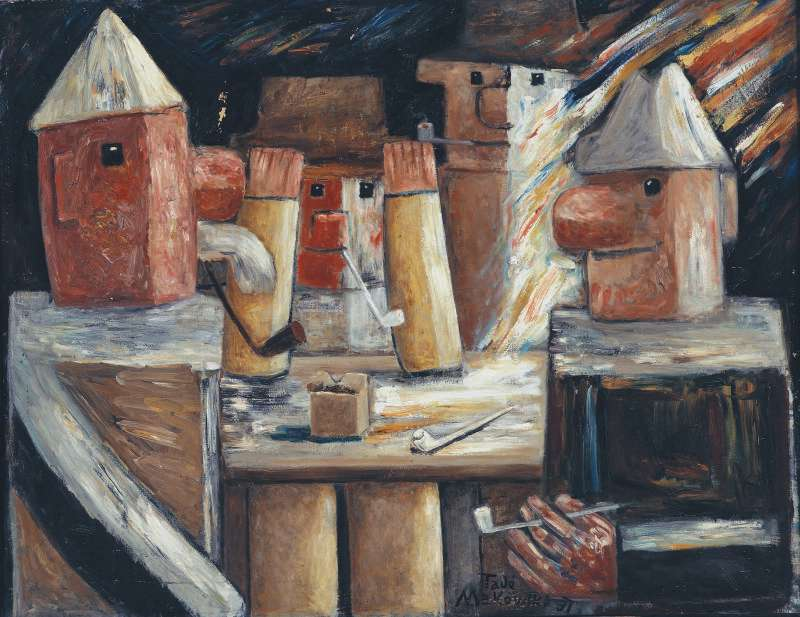
Tadeusz Makowski: Kuřáci dýmky (1930)
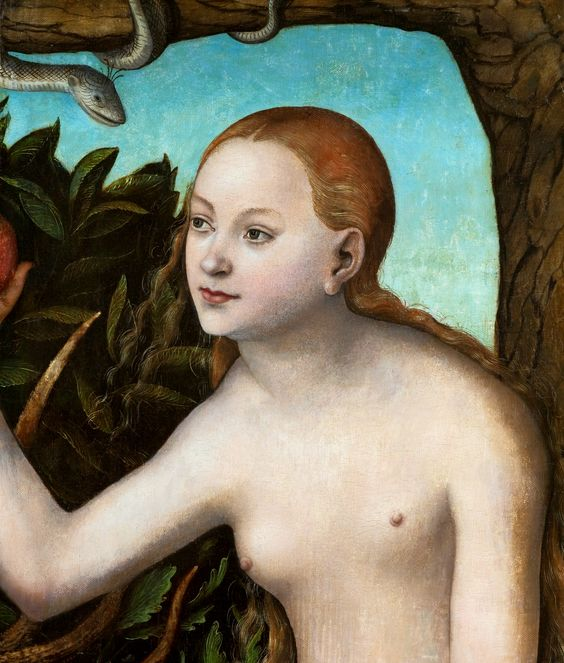
Lucas Cranach starší:Eve (1531)
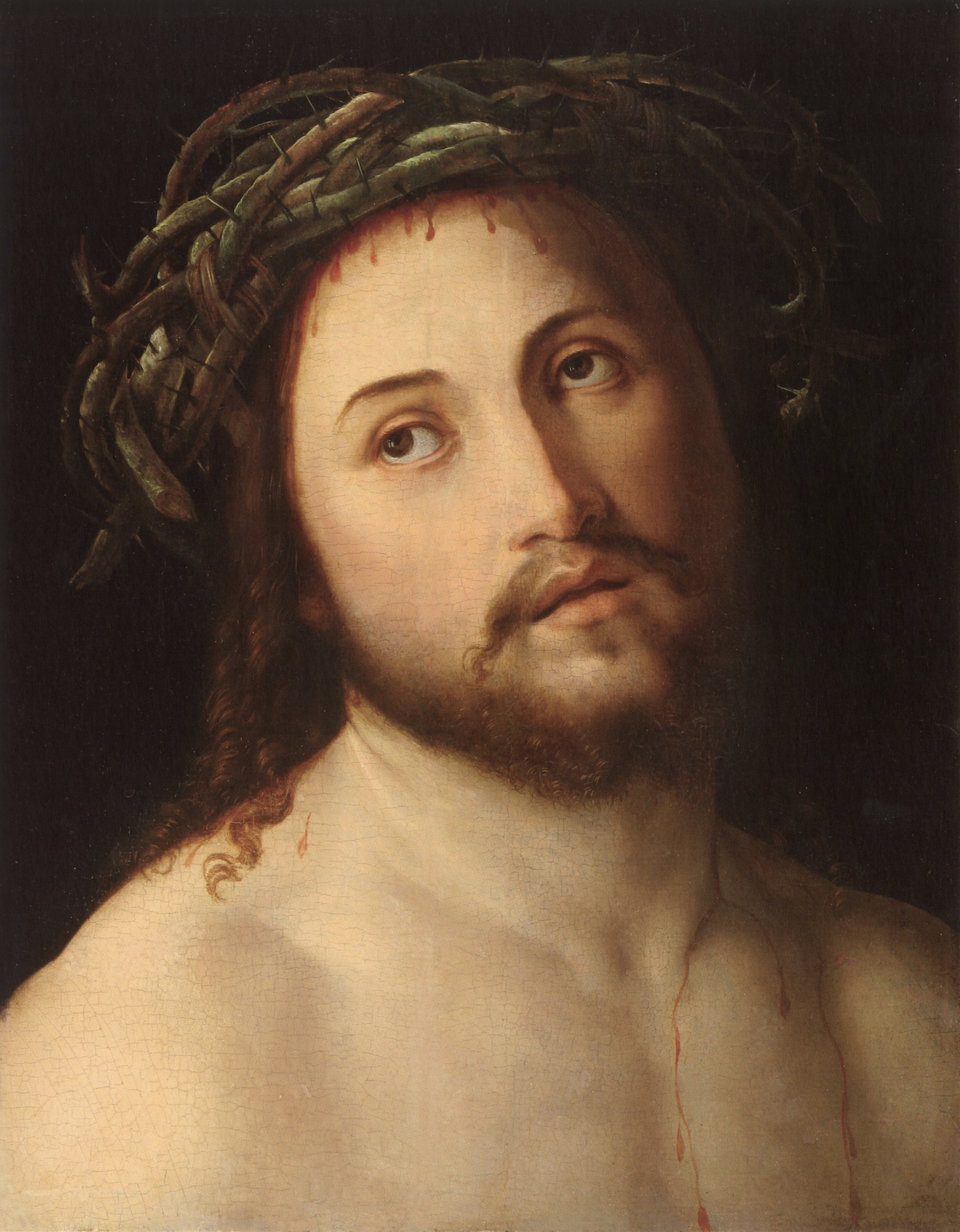
Georg Pencz: Christ in the crown of thors (1544)